# Байкал (приток Камы)
Байка́л — малая река в городе Перми, правый приток Камы. Протекает по территории микрорайона Водники Кировского района Перми. Берёт начало в озере ключевого происхождения. Впадает в небольшой затон Воткинского водохранилища на реке Кама на высоте 98 м.
Длина реки 0,58 км. Площадь водосбора 1,0 км². 
По одной из версий экзотичное название ручей получил оттого, что вода там была всегда холодная и вкусная. По другой — по названию улицы Байкальская, располагавшейся рядом. В 80-е годы XX века на территории города существовало и озеро Байкал, но оно было засыпано.